# Crypsinus spathulatus
Crypsinus spathulatus là một loài dương xỉ trong họ Polypodiaceae. Loài này được Gilli mô tả khoa học đầu tiên năm 1978.
Danh pháp khoa học của loài này chưa được làm sáng tỏ. 